# Ньиве керк (Делфт)
Ньиве-керк (Новая церковь), или Ньиве Керк (нидерл. Nieuwe Kerk, МФА: [ˈniwə ˈkɛrk] — «Новая церковь») — церковь в городе Делфт (Нидерланды). Расположена на главной городской площади напротив здания муниципалитета.

## История
Первое деревянное здание церкви было построено в 1351 году и было посвящено Деве Марии. Строительство каменного церковного здания началось в 1396 году, в 1420 года церковь была построена, строительство колокольни продолжалось до сентября 1496 года. Новой покровительницей церкви стала св. Урсула.
План церкви соответствует традиционным символическим христианским канонам: крестовая форма — символ Христа, 12 колонн хора символизируют 12 апостолов, 4 квадратные колонны — четырёх евангелистов, а 16 колонн центрального нефа — 16 пророков.
3 мая 1536 года в башню церкви ударила молния, вызвавшая сильный пожар, в результате которого были уничтожены орган, колокола и витражи, обвалилась крыша верхнего нефа. 12 октября 1654 года церковь была сильно повреждена в результате взрыва на пороховом складе (среди прочего были утрачены витражи), но уже весной следующего года была восстановлена и вновь действовала. В 1872 году молнией был разрушен шпиль башни. Современная башня имеет высоту 108,75 м и является второй по высоте после башни Утрехтского кафедрального собора. Реставрационные работы проводились в 1920-х, 1960-х и 1980-х гг. В 1930-е гг. были установлены новые витражи. Большинство витражей выполнены Виллемом Конейненбюргом. Сейчас ведётся очередная реставрация.
Современный орган имеет 48 голосов и около 3000 труб. Он был выполнен мастерами из Утрехта «Й. Бетц и партнёры» и установлен в 1839 году. Колокола звонницы относятся к 1660 году. Они были отлиты из остатков колоколов ратуши, сильно пострадавшей в результате пожара 1618 года.
В настоящее время функционирует как культовое сооружение (богослужения проводятся по воскресеньям и во время христианских праздников) и как музей. Здесь также регулярно проводятся концерты органной музыки.

## Усыпальница
Церковь является усыпальницей представителей Оранской династии. Первым в ней в 1584 году был погребён Вильгельм I Оранский (его надгробие находится в самой церкви и было выполнено Хендриком де Кейзером в 1614—1623 гг.). Прочие члены королевской семьи погребаются в склепе, расположенном в крипте церкви, вход в него закрыт для общественности.
Самым известным из захороненных в церкви горожан Делфта является Гуго Гроций. Эпитафия на латыни под его мраморным портретом гласит: «Чудо Европы, благословенный мудрец».

### Список похороненных в королевской крипте
- Вильгельм I Оранский
- Луиза де Колиньи
- Мориц Оранский
- Фредерик-Генрих Оранский
- Вильгельм II Оранский
- Вильгельм IV Оранский
- Анна Ганноверская
- Вильгельм V Оранский
- Вильгельмина Прусская, принцесса
- Вильгельмина Прусская, королева
- Виллем I
- Виллем II
- Анна Павловна
- Луиза Прусская
- София Вюртембергская
- Виллем III
- Эмма Вальдек-Пирмонтская
- Генрих Мекленбург-Шверинский
- Вильгельмина
- Амсберг, Клаус фон
- Юлиана
- Бернард Липпе-Бистерфельдский
- Гуго Гроций

## Галерея
- Надгробие Вильгельма I Оранского